# 黒田直綱
黒田 直綱（くろだ なおつな、慶長5年（1600年） - 寛永元年4月19日（1624年6月4日））は、江戸時代初期の旗本。黒田光綱の子。通称は乙五郎、蔵人。官位は従五位下信濃守（元和元年7月）。
三河国八名郡黒田郷に住した。徳川家康に仕え、慶長19年（1614年）に小姓となり、大坂の陣両陣を戦う。元和元年（1615年）11月15日、伊豆国田方郡、相模国鎌倉郡・足柄下郡を加増され、もとからの三河国内1,000石と合わせて都合4,000石を領した。元和3年（1617年）に久能山東照宮の手水桶を奉納する。寛永元年に25歳で没し、養子の用綱（紀州藩士・近藤用勝の六男）が家督を継いだ。墓所は江戸浅草の新光明寺。